# اهمیتی به ما نمی‌دهند
«اهمیتی به ما نمی‌دهند» (به انگلیسی: They Don't Care About Us) یا آن‌ها دربارهٔ ما نگران نیستند نام چهارمین تک‌آهنگ از نهمین آلبوم استودیویی مایکل جکسون به نام تاریخ است. این آهنگ که در سال ۱۹۹۵ در آلبوم تاریخ منتشر شده بود، در ۳۱ مارس ۱۹۹۶ در غالب تک‌آهنگ نیز منتشر شد. «اهمیتی به ما نمی‌دهند» به عنوان یکی از بحث برانگیزترین و جنجالی‌ترین آثار مایکل جکسون شناخته می‌شود.
در آمریکا بسیاری از رسانه‌ها این اثر را ترانه‌ای یهودستیزانه نامیدند و با آن برخورد تندی داشتند و خواستار عذرخواهی جکسون و ضبط مجدد و تغییر متن شعر آن شدند. جکسون نیز در جواب گفت که این اتهامات بر اثر تفسیر نادرست و شاید غرض‌ورزانهٔ برخی منتقدان به وجود آمده‌است وگرنه موضوع این ترانه، ناهنجاری‌های اجتماعی است.
هر دو نماهنگی که برای این ترانه ساخته شد توسط اسپایک لی، کارگردان نامزد جایزهٔ اسکار کارگردانی شد. اولین نماهنگ در دو نقطه از کشور برزیل فیلم‌برداری شد: یکی در دونا مارتا از محله‌های فقیرنشین شهر ریو دوژانیرو و دیگری در شهر سالوادور. به دلیل آن که این شهرها نامزد میزبانی مسابقات المپیک ۲۰۰۴ بود، بعضی مقامات دولتی برزیل اعتقاد داشتن اگر جکسون این نماهنگ را بسازد، واقعیت فقر و تنگدستی‌ای که در شهر دونا مارتین حکمفرما است را نشان خواهد داد و این در افکار عمومی تأثیر خواهد گذاشت به همین دلیل فیلم‌بردای نماهنگ از طرف فرمانداری ریو دوژانیرو به مدت ۲۰ روز متوقف شد ولی در نهایت فیلم‌برداری انجام شد. اما در مقابل، ساکنان این منطقه خوشحال بودند زیرا می‌دانستند مشکلاتشان توسط جمعیت گسترده‌ای قابل مشاهده خواهد بود. نماهنگ دوم هم در یک زندان فیلم‌برداری شد و تصاویری از نقض حقوق بشر توسط دولت‌ها و گروه‌های تندرو را نمایش داد.
این آهنگ در تمام کشورهای اروپایی در بین ۱۰ اثر برتر قرار گرفت و در آلمان به مدت سه هفته شماره ۱ شد. اما رادیوها و رسانه‌های آمریکا علاقه‌ای به پخش آن نداشتند و مدتی نیز آن را تحریم کردند. اما با این وجود در رتبهٔ ۳۰ جدول ۱۰۰ آهنگ داغ بیلبورد آمریکا و رتبهٔ ۱ جدول ۱۰۰ آهنگ داغ آراندبی بیلبورد آمریکا قرار گرفت.
نسخهٔ ریمیکس آهنگ «اهمیتی به ما نمی‌دهند» در آلبوم ریمیکس جاویدان که در نوامبر ۲۰۱۱ منتشر شد وجود دارد.

## موضوع آهنگ
ترانه با صدای یک زن که از مردم درخواست شعار می‌کند آغاز می‌شود: «دیگه کافیه، کافیه از این آشغال‌ها» و سپس صدای کودکانی شنیده می‌شود که شعار «واقعاً به ما اهمیتی نمی‌دهند» را می‌دهند. 
بخشی از متن این ترانه برای جکسون دردسرساز شد و توسط گروه‌های یهودی، یهودستیزانه تلقی شد:

Jew me, sue me, everybody do me
Kick me, kike me, don’t you black or white me.

جکسون نیز در پاسخ بیانیه‌ای منتشر کرد: «این موضوع که این ترانه یهودستیزانه است، بسیار مرموز و فریبنده است. این آهنگ در واقع دربارهٔ دردِ تعصب و نفرت است. و راهی برای نشان دادن مشکلات سیاسی و اجتماعی است. من از اعماق قلبم متأسفم و عذرخواهی می‌کنم اگر در رساندن منظورم، احساسات کسی را جریحه‌دار کردم.» در مصاحبه‌ای دیگر گفت: «من [در این آهنگ] دربارهٔ خودم به عنوان یک قربانی صحبت کردم ... دیوید گفن، جفری کاتزنبرگ، استیون اسپیلبرگ و مایک میلکین؛ این‌ها دوستان من هستند. و از قضا همگی یهودی‌اند. پس چطور می‌توانید اینطور تفسیر کنید؟ من در یک جامعهٔ یهودی بزرگ شدم.»
جان پیتر می‌گوید: «جکسون [در این ترانه] باور دارد که مورد حملهٔ پلیس قرار گرفته‌است. حمله‌ای از روی نفرت و دشمنی.»
مجلهٔ رولینگ استون نوشته است که: «جکسون در این ترانه حاضر نیست که هیچ‌کدام از عقایدش را پنهان کند. او کاملاً صریح و روشن سخن گفت و این موضوع را می‌شود از سبک جنگی و نظامی موسیقی هم فهمید».
روزنامهٔ دیلی نیوز بر این باور است که جکسون «خشم» خود را در این ترانه با ایجاد موسیقی‌ای که این حس را به شنونده می‌دهد که وسایلی در حال شکستن هستند ابراز می‌کند. روزنامهٔ واشینگتن تایمز هم نوشته: «شرحی بسیار سریع، دعوت بسیار به ترحم، بسیار جنجال‌برانگیز و نمایش شمایلی از رفتار پلیس در پس‌زمینهٔ آن».

## نماهنگ و جنجال ضد یهود بودن ترانه

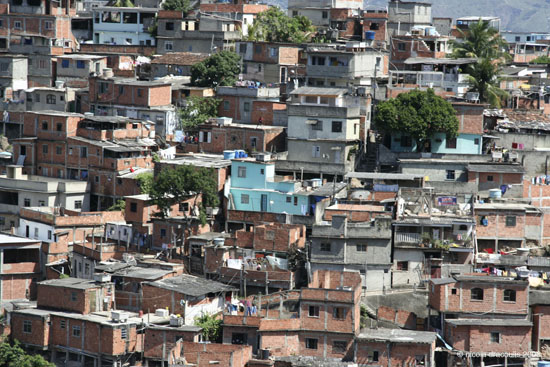
نمونه‌ای از محله‌های بسیار فقیرنشین و پرمخاطرهٔ ریو دو ژانیرو که در نماهنگ «اهمیتی به ما نمی‌دهند» نمایش داده شد.

برای این ترانه دو موزیک ویدئو ساخته شد . اولین موزیک ویدئو در یکی از مناطق فقیرنشین شهر ریو دو ژانیرو و به کارگردانی اسپایک لی، نامزد جایزهٔ اسکار ضبط شده‌است. دومین موزیک ویدئو که به «نسخهٔ زندان» معروف است، مایکل را در محیط زندان و سالن غذاخوری در حال اعتراض نشان می‌دهد. این نسخه پس از نسخهٔ «برزیلی» آن عرضه شد زیرا مایکل از نتیجهٔ نسخهٔ «برزیلی» کاملاً راضی نبود.
در ۲۲ مارس ۱۹۹۶ (‎۳ فروردین ۱۳۷۵)، نماهنگ (موزیک ویدئو) آن‌ها به ما اهمیتی نمی‌دهند از شبکه‌های تلویزیونی سراسر جهان به جز آمریکا، پخش شد. این نماهنگ در دونا مارتین یک شهر فقیرنشین در جنوب ریو دو ژانیرو، برزیل فیلمبرداری شده بود. این شهر نامزد میزبانی مسابقات المپیک سال ۲۰۰۴ بود، از این رو بعضی مقامات دولتی برزیل اعتقاد داشتند اگر مایکل جکسون این نماهنگ را بسازد، واقعیت فقر و تنگدستی‌ای که در دونا مارتین حکمفرماست را نشان خواهد داد و ممکن است میزبانی المپیک ۲۰۰۴ را از دست بدهد. از همین رو فرماندار شهر ریو دو ژانیرو با مشاهدهٔ تهدیدی که این نماهنگ برای وجههٔ شهر به همراه داشت، تصمیم گرفت تا مانع از هر گونه فیلمبرداری در این شهر شود. اما این تصمیم در نهایت از طرف دولت لغو شد زیرا به گفتهٔ آن‌ها: «در افکار عمومی بین‌المللی، منع فیلمبرداری در دونا مارتین، مخرب‌تر از نشان دادن واقعیت این شهر است».
فیلم‌بردای آغاز شد و بیش از ۱۵۰ پلیس امنیتی از آن منطقه محافظت کردند. این نماهنگ در شبکه‌های MTV و VH1 پخش نشد زیرا بنا بر گفتهٔ سخنگوی شبکهٔ اِم. تی. وی، این آهنگ در شنوندگان، این فرضیه را ایجاد می‌کند که آهنگی ضد یهود است. بعد از مدتی این دو شبکهٔ معروف شروع به پخش نماهنگ کردند ولی در آغاز نماهنگ، نوشته‌ای را اضافه کردند.
اسپایک لی دربارهٔ جنجالی که بر سر این دو نماهنگ به جریان افتاده بود، گفت: «مایکل یک هنرمند است و باید آزاد باشد تا عقیده‌اش را بیان کند».

## سال ۲۰۲۰ و تظاهرات آمریکا
در سال ۲۰۲۰ طی تظاهرات مردم آمریکا به  کشته شدن جورج فلوید و نژادپرستی این آهنگ توسط معترضین خوانده شد همینطور آهنگ مرد درون آینه 